# Capital Bank
 (mars 2015).
Si vous disposez d'ouvrages ou d'articles de référence ou si vous connaissez des sites web de qualité traitant du thème abordé ici, merci de compléter l'article en donnant les références utiles à sa vérifiabilité et en les liant à la section « Notes et références ».
Capital Bank, S.A. est une banque haïtienne fondée en 1986. Elle est une des quatre banques privées du système bancaire haïtien.

## Historique
La banque a commencé ses opérations en 1986 en tant que banque d'épargne et de logement sous la dénomination Banque de Crédit immobilier (BCI). En 1996 elle changea son nom en Capital Bank. Trois ans plus tard, en 1999, elle procéda à une refonte de ses statuts pour devenir une banque commerciale à part entière. Jusqu'à 2016, la banque opère à travers un réseau de 22 succursales à travers Haïti.
Au-delà de ses opérations de banque commerciale traditionnelle, Capital Bank est présente dans d'autres secteurs financiers par le biais de ses divisions ci-après mentionnées : 
- Capital Immobilier - Société immobilière
- Capinvest - Société d'investissement

Les activités à caractère philanthropique de l'institution sont gérées par le biais de la Fondation Capital Bank.